# Organizacja aparatu policji i bezpieczeństwa w Generalnym Gubernatorstwie
Organizacja aparatu policji i bezpieczeństwa w Generalnym Gubernatorstwie
Rozbudowany aparat policyjny i bezpieczeństwa Generalnego Gubernatorstwa był głównym wykonawcą niemieckiej polityki okupacyjnej. Policja i żandarmeria przeprowadzały łapanki na roboty przymusowe do Rzeszy, ściągała obowiązkowe kontyngenty żywnościowe stosując przy tym różnorakie represje, wykonywały egzekucje, przeprowadzały także pomniejsze akcje wymierzone w ruch oporu na terenie GG.

Szczegółowy schemat organizacyjny SS i Policji Niemieckiej (1941) z zaznaczonym podporządkowaniem rozkazodawczym, służbowym i drogą służbową

## Geneza

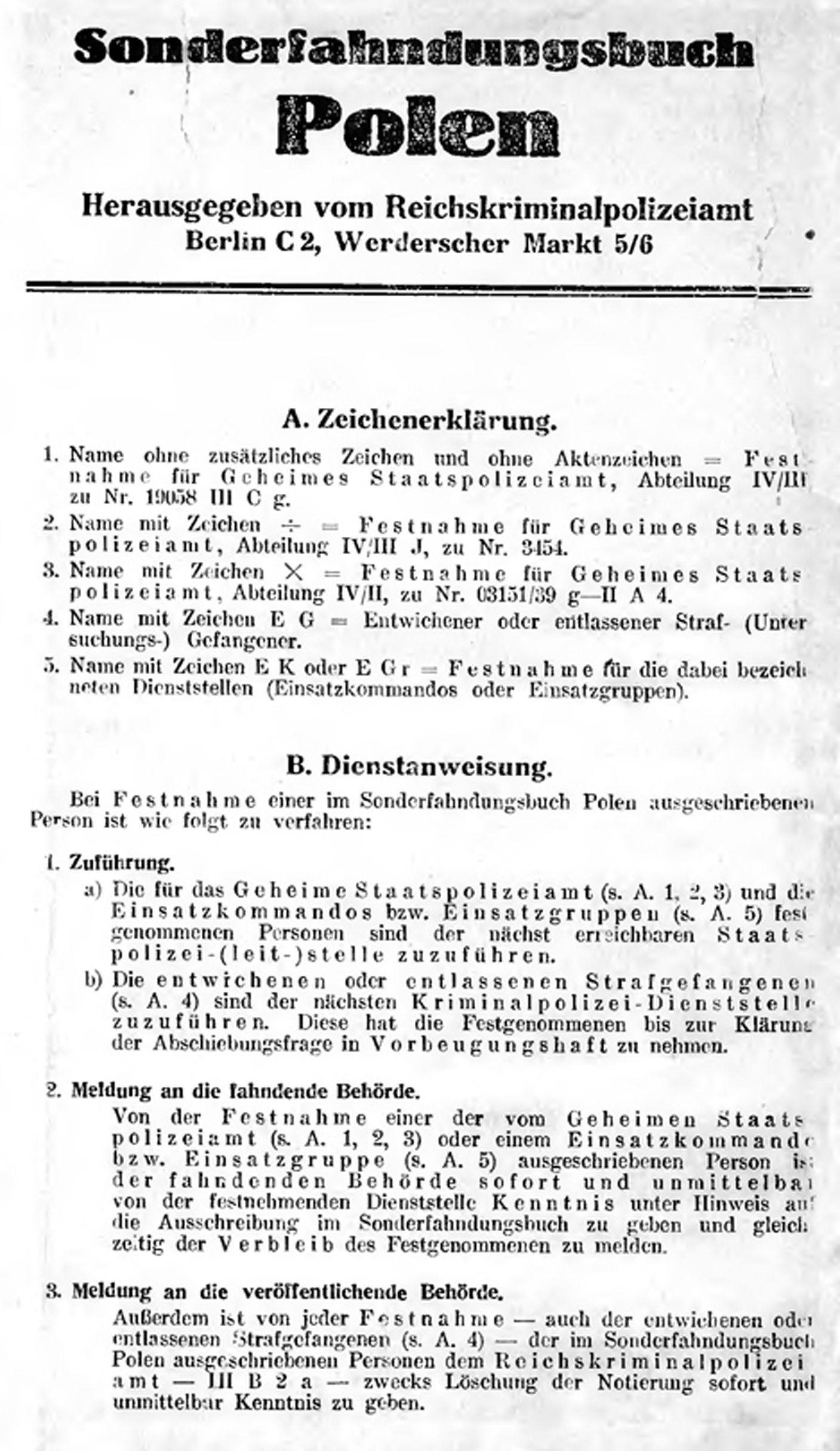
Sonderfahndungsbuch Polen – na jej podstawie aresztowano Polaków w czasie Intelligenzaktion w latach 1939–1940

Tworzenie zaczątków niemieckiego aparatu terroru na terenie okupowanej Polski było jednym z zadań niemieckich grup operacyjnych „Einsatzgruppen”. Grupy te podporządkowano różnym armiom niemieckim walczącym we wrześniu 1939 roku. Posuwając się za nimi dokonywały one szeregu aresztowań oraz egzekucji wrogów politycznych. Podstawowym zadaniem tych grup była praktyczna realizacja założeń operacji „Tannenberg”, zwalczanie potencjalnych wrogów III Rzeszy, a także prewencyjne aresztowanie osób „niepewnych pod względem politycznym” na podstawie list proskrypcyjnych, tzw. Sonderfahndungsbuch Polen oraz ich eliminację w ramach tzw. Intelligenzaktion. Niektóre osoby więziono lub kierowano do niemieckich obozów koncentracyjnych. Funkcjonariusze Einsatzgruppen stanowili zalążek nazistowskiego aparatu terroru na terenie okupowanej Polski – niemieckiej policji, Gestapo oraz Sicherheitspolizei i Sicherheitsdienstu.

## Podporządkowanie
Służby policyjne w Generalnym Gubernatorstwie podlegały Wyższemu Dowódcy SS i Policji w Krakowie (HSSPF, od 1942 Höherer SS- und Polizeiführer „Ost”), który był jednocześnie członkiem rządu GG, podlegającym generalnemu gubernatorowi Hansowi Frankowi. Wyższy Dowódca był jednocześnie pełnomocnikiem Komisarza Rzeszy do spraw Umacnianie Niemczyzny, nadzorując politykę narodowościową, akcję przesiedleńczo-wysiedleńczą i germanizacyjną. Urzędowi HSSPF podlegali dowódcy SS i policji (SS- und Polizeiführer, SSPF), posiadający analogiczne uprawnienia w dystryktach. Najbardziej znani SSPF w GG: Arpad Wigand, Jürgen Stroop, Franz Kutschera, Paul Otto Geibel (dystrykt warszawski), Odilo Globocnik (dystrykt lubelski), Fritz Katzmann (dystrykt radomski i Dystrykt Galicja).
Dowódców SS i policji wszystkich szczebli mianował Reichsführer SS i szef niemieckiej policji Heinrich Himmler, będący jednocześnie Komisarzem Rzeszy do spraw Umocnienia Niemczyzny (Reichskommissar für die Festigung des deutschen Volkstum).
Od jesieni 1939 do lata 1943 stanowisko Wyższego Dowódcy SS i Policji na teren GG piastował SS-Obergruppenführer Friedrich Wilhelm Krüger, następnie do stycznia 1945 SS-Obergruppenführer Wilhelm Koppe.
Wyższy Dowódca Policji i SS dysponował osobistym kilkunastoosobowym sztabem i rozporządzał stacjonującymi w GG oddziałami Allgemeine SS (ogólnej SS) – istniejącej w formie niem.SS-Abschnitte i SS-Standarte. Jednocześnie był koordynatorem działalności policji bezpieczeństwa (Sipo i SD) i policji porządkowej (Orpo), jak i koordynującym zwierzchnikiem ich dowódców: policji bezpieczeństwa (niem. Befehlshaber der Sicherheitspolizei und des SD – BdS) i policji porządkowej (niem. Befehlshaber der Ordnungsspolizei (BdO)) – z prawem wydawania im instrukcji i poleceń. W pionie urzędniczym – administracyjnym BdS i BdO podlegali natomiast bezpośrednio służbowo Himmlerowi jako szefowi policji niemieckiej w ministerstwie spraw wewnętrznych a urzędniczo: władzy SS-Personalhauptamt i Hauptamt Ordnungspolizei w Berlinie. Wyższy Dowódca SS i Policji działał na zasadzie nadzwyczajnych osobistych pełnomocnictw Heinricha Himmlera, kumulującego personalnie władzę Reichsführera SS i stanowisko państwowe szefa niemieckiej policji, a następnie (od 1943) ministra spraw wewnętrznych III Rzeszy i był jego pełnomocnikiem terytorialnym bez podporządkowanych sobie osobiście formalnie sił policyjnych.

## Organizacja
Policja niemiecka w Generalnym Gubernatorstwie była zorganizowana w dwóch pionach: Ordnungspolizei (Orpo) i Sicherheitspolizei (Sipo).

### Ordnungspolizei
Ordnungspolizei, czyli Policja Porządkowa – w jej skład wchodziły kolejno: Schutzpolizei (Schupo), we wsiach i miasteczkach żandarmeria (niem. Gendarmerie), policja drogowa (niem. Verkehrspolizei), policja kolejowa (niem. Bahnspolizei, zwana także „czarnymi”), policja leśna (niem. Forstschutz), fabryczna (niem. Werkschutz), oraz policja pocztowa (niem. Postschutz).
Dodatkowo w każdym dystrykcie Generalnego Gubernatorstwa lokalny komendant policji porządkowej (Orpo) miał do dyspozycji pułk policji SS (niem. SS-Polizeiregiment), uzbrojony w broń ciężką. Z tych jednostek wyodrębniano w miarę potrzeb różne formacje do działań doraźnych (niem. Rollkommandos, Jagdkommandos, Einsatzkommandos, Sonderkommandos), w większości przeprowadzające egzekucje masowe na ludności cywilnej (np. Bochnia, Wawer, Palmiry).

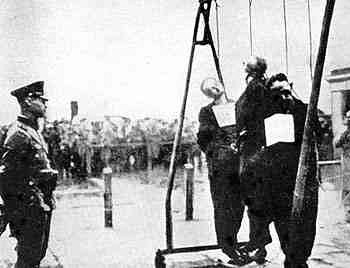
Publiczna egzekucja przeprowadzana przez niemiecką policję

Formacje policyjne uzupełnione były ponadto przez jednostki Sonderdienst, policja pomocnicza (niem. Hilfspolizei) utworzone 6 maja 1940 z członków paramilitarnych bojówek Volksdeutscher Selbstschutz na polecenie generalnego gubernatora oraz w ograniczonym stopniu policja graniczna (niem. Grenzpolizei). Działania specjalne realizowane były przez oddziały niszczycielskie (niem. Vernichtungskommando) i specjalne oddziały saperskie (niem. Technische Nothilfe), które odpowiadają m.in. za doszczętne zniszczenie Warszawy po powstaniu warszawskim w 1944 (m.in. wysadzenie w powietrze Zamku Królewskiego w Warszawie). Transport zapewniany był przez kompanie samochodowe NSKK.
Lokalnym komendantom (na poziomie powiatu) podlegały także jednostki Policji Polskiej Generalnego Gubernatorstwa (z niem. Polnische Polizei im Generalgouvernement), tzw. granatowej policji, pomocnicza policja ukraińska i białoruska, Jüdischer Ordnungsdienst, oraz biorące udział w deportacjach ludności GG do obozów koncentracyjnych, oddziały litewskie w służbie niemieckiej, tzw. szaulisi.
Liczebność policji porządkowej w GG była zmienna – pod koniec 1941 liczyła 11 tysięcy funkcjonariuszy (bez formacji pomocniczych), w styczniu 1945 około 10 tysięcy funkcjonariuszy. Polska granatowa policja w GG liczyła w różnych okresach 11-12 tysięcy funkcjonariuszy, natomiast ukraińska policja pomocnicza – około 6 tysięcy funkcjonariuszy.
Stan liczbowy wszystkich formacji policyjnych w GG szacowano 1 grudnia 1944 na 42 230 osób.

### Sicherheitspolizei
Sicherheitspolizei, czyli Policja Bezpieczeństwa i Sicherheitsdienst (SD), czyli Służba Bezpieczeństwa, stanowiły część sił bezpieczeństwa w GG.
W skład Policji Bezpieczeństwa wchodziły Policja Kryminalna (Kripo, w jej składzie również Polska Policja Kryminalna), oraz Gestapo (Geheime Staatspolizei – Tajna Policja Państwowa).
Sipo i SD posiadały w Generalnym Gubernatorstwie wspólne dowództwo i liczyły w sumie około 2000 ludzi. Ich głównym zadaniem było planowanie i kontrola zbrodniczych zamierzeń władz Generalnego Gubernatorstwa, infiltrowanie i inwigilacja społeczeństwa polskiego, badanie jego bieżących nastrojów, nadzór nad imprezami kulturalnymi i kontrola nad kościołem.

## Siły wojskowe
Dzięki stacjonowaniu na terenie Generalnego Gubernatorstwa sił wojskowych Wehrmachtu, możliwe było przesunięcie większych sił policyjnych do ich głównych zadań. Wehrmacht, współpracując z władzami cywilnymi, wykorzystywał ludność cywilną do prac fortyfikacyjnych, oraz do produkcji na potrzeby wojenne.
Siły Wehrmachtu w GG początkowo podporządkowane były Naczelnemu Dowództwu „Wschód” (Oberkommando „Ost”, „Oberost”), następnie od 15 lipca 1940 Dowództwu Wojskowemu Generalnego Gubernatorstwa (Militärbefehlshaber im GG). Od 1 września 1942 obszar GG został przekształcony w osobny Okręg Wojskowy Generalnego Gubernatorstwa. Przydzielono mu zadania ochrony obiektów komunikacyjnych (drogowych i kolejowych), zakładów przemysłu zbrojeniowego, prowadzenie wywiadu i kontrwywiadu, gotowość do interwencji w razie większych rozruchów, prowadzenie akcji przeciwpartyzanckich.
Dowództwu podlegały nadkomendantury polowe (Oberfeldkommandantur, OFK), zwykle obejmujące jeden dystrykt (w Warszawie OFK 225). Dowódca nadkomendantury dowodził wszystkimi jednostkami wojskowymi na jej terenie, zajmował się również ich rozlokowaniem i zaopatrzeniem.
Każda OFK dzieliła się na kilka komendantur polowych (Feldkommandantur, FK).
Od 1943 planowaniem i koordynacją akcji przeciwpartyzanckich w całej Europie zajmował się gen. Erich von dem Bach-Zelewski (Chef der Bandenkampf-Verbände). W tym czasie (przełom 1942/1943) zaczęto używać w GG jednostek wojskowych w pacyfikacjach ludności cywilnej. W 1944 jednostek wojskowych użyto również do stłumienia powstania warszawskiego.
Duże znaczenie w systemie wojskowym miały jednostki ochrony (Sicherungs-Divisionen, Regimenten i Bataillonen). Intensyfikacja działań partyzanckich w GG powodowała wzrost znaczenia wojska kosztem administracji GG, co wywoływało częste spory kompetencyjne.

## Literatura
- Karol Grünberg, Bolesław Otręba Hans Frank na Wawelu, Włocławek 2001, ISBN 83-88500-13-9.